# Clark Manufacturing Company
Clark Manufacturing Company war ein US-amerikanischer Hersteller von Automobilen.

## Unternehmensgeschichte
William E. Clark beschäftigte sich ab 1897 mit der Entwicklung von Automobilen. Sein Unternehmen hatte den Sitz in Moline in Illinois. 1901 wurde die Serienproduktion angekündigt. 1902 wurde bekanntgegeben, dass der Markenname Blackhawk lauten wird. Erst 1903 begann die Produktion. Im gleichen Jahr endete die Produktion. Insgesamt entstanden fünfzig Fahrzeuge.
Clark war später an der Deere-Clark Motor Car Company beteiligt.

## Fahrzeuge

### Markenname Clark
Der Prototyp von 1897 hatte einen luftgekühlten Einzylindermotor.
1901 entstand ein zweites Fahrzeug. Sein Motor leistete 4 PS. Ein Doktor Ludwig aus Rock Island kaufte das Fahrzeug.

### Markenname Blackhawk
In der Serienausführung war dieses Modell als Runabout karosseriert. Ein Phaeton mit einem Zweizylindermotor stand gleichzeitig im Angebot. Das Fahrgestell beider Modelle war gleich. Die Motoren waren im Heck montiert und trieben über ein Umlaufrädergetriebe die Hinterachse an.

## Übersicht über Pkw-Marken aus den USA, dieClarkbeinhalten
| Marke          | Hersteller                           | Vermarktungsbeginn | Vermarktungsende | Ort, Bundesstaat           |
| -------------- | ------------------------------------ | ------------------ | ---------------- | -------------------------- |
| Clark          | Clark Manufacturing Company          | 1897               | 1901             | Moline, Illinois           |
| Clark          | Edward S. Clark Steam Automobiles    | 1900               | 1909             | Boston, Massachusetts      |
| Clark          | A. F. Clark & Company                | 1903               | 1905             | Philadelphia, Philadelphia |
| Clark          | Clark Motor Car Company              | 1910               | 1912             | Shelbyville, Indiana       |
| Clark          | Furgason Motor Company               | 1910               | 1911             | Lansing, Michigan          |
| Clark Electric | Toledo Electric Vehicle Company      | 1909               | 1910             | Toledo, Ohio               |
| Clark Electric | Brunn Carriage Manufacturing Company | 1910               | 1910             | Buffalo, New York          |
| Clark-Hatfield | Clark-Hatfield Automobile Company    | 1908               | 1909             | Oshkosh, Wisconsin         |
| Clark-Norwalk  | Norwalk Motor Car Company            | 1910               | 1910             | Norwalk, Ohio              |
| Clarkmobile    | Clarkmobile Company                  | 1903               | 1904             | Lansing, Michigan          |